# Klesztów
Klesztów – wieś w Polsce położona w województwie lubelskim, w powiecie chełmskim, w gminie Żmudź. Leży w odległości 20 km od Chełma.
W latach 1975–1998 miejscowość administracyjnie należała do województwa chełmskiego.
Wieś stanowi sołectwo gminy Żmudź. Według Narodowego Spisu Powszechnego z roku 2011 wieś liczyła 269 mieszkańców i była czwartą co do liczby ludności miejscowością gminy.
Wieś jest siedzibą rzymskokatolickiej parafii Wniebowzięcia Najświętszej Maryi Panny.

## Części wsi
| SIMC    | Nazwa      | Rodzaj     |
| ------- | ---------- | ---------- |
| 0111053 | Dębinki    | przysiółek |
| 0111060 | Kolonia    | kolonia    |
| 0111076 | Przyczynki | część wsi  |

## Historia
Klesztów, w wieku XIX opisano jako wieś, folwark i kolonia w powiecie chełmskim, gminie Żmudź, parafii Kumów. Wieś posiada wówczas gorzelnię i cerkiew parafialną po unicką.
Według lustracji z 1827 r. było tu 31 domów i 198 mieszkańców.
Dobra Klesztów składały się wówczas z folwarku Klesztów, attynencji Rudno, wsi Klemiów, Puszcza i Wołkowiany. Od rzeki Bugu wiorst 10, granicą północną wsi przepływa rzeczka Skordyówka.
Rozległość dóbr wynosiła 1928 mórg. Z budynków murowany był 1, z drzewa 18. We wsi wiatrak, pokłady wapna i torfu. W koloniach wieczysto-dzierżawnych 205 mórg, grunta cerkiewne obejmowały 72 morgi.
Wieś Klesztów posiadała osad 20, z gruntem mórg 388, wieś Puszcza osad 10, z gruntem mórg 116, Wołkowiany osad 29, z gruntem 864 mórg.

## Zabytki
Kościół pw. Wniebowzięcia Najświętszej Maryi Panny w Klesztowie – kościół barokowy z XVIII wieku (dawniej kaplica pałacowa), zajęty w 1868 r. przez schizmatyków. Po I wojnie zwrócony katolikom. Wewnątrz malowidła ścienne sygnowane przez Gabriela Sławińskiego.
Kościół murowany, wybudowany przed 1772 r. pw. Wniebowzięcia NMP dla unitów. Konsekrował go biskup unicki M. Ryłło 13.11.1773 r.
W 1875 r., po kasacie unii zamieniony na cerkiew, od 1920 r. jest kościołem katolickim. Resturowany był w 1927 r. i 1958 – prof. Kadłuczka z Krakowa polichromię, w 1960 r. dobudowano nową zakrystię, w 1975 – prof. Alojzy Goss z Torunia dokonał renowacji polichromii kruchty, starej zakrystii i prezbiterium. Świątynia jest murowana z cegły, jednonawowa, późnobarokowa, przy prezbiterium 2 zakrystie, nawa z kruchtą, polichromia wykonana ok. 1772 r. przez Gabriela Sławińskiego. Ołtarze drewniane, malowane iluzjonistycznie. W głównym – obraz MB Chełmskiej z 1745 r., po lewej stronie nawy – św. Łukasza z II poł. XVIII w., po prawej – MB Częstochowskiej. Na małym chórze muzycznym fisharmonia, w zakrystii późnobarokowa szafa z II poł. XVIII w. Cmentarz otoczony murem z bramą-dzwonnicą (wymurowane z cegły po 1772 r.) W obrębie cmentarza inne budynki zabytkowe, niezamieszkane: dla służby kościelnej i szpital dla ubogich. Plebania z kamienia i cegły z XVIII (XIX w.)